# Enllaç C-Ti
En la química organometàl·lica, els compostos d'organotitani són compostos que contenen un enllaç químic de carboni amb titani (enllaç C-Ti). La química d'organotitani és la ciència dels compostos d'organotitani que descriuen les seves propietats físiques, síntesi i reaccions. Són reactius en la química orgànica i participen en grans processos industrials.

## Història
Tot i que el primer intent de crear un compost d'organotitani es remunta a 1861, no va ser fins al 1953 quan es va poder fer la primera síntesi d'aquest compost. En aquest any, el feniltriisopropòxid de titani es va preparar a partir d'isopropòxid de titani, feniliti i tetraclorur de titani. El diclorur de titanocè es va descobrir el 1954 i es van produir els primers compostos de metiltitani el 1959. Els catalitzadors Ziegler-Natta, utilitzant catalitzadors basats en titani, aviat van seguir com una important aplicació comercial per a la qual es va adjudicar el Premi Nobel de Química de 1963.

## Propietats
La configuració electrònica del titani ([Ar] 3d²4s²) s'assembla a la de carboni amb l'estat d'oxidació +4 ([He] 2s² 2p²) i, com els compostos de carboni, els compostos del titani tenen una geometria molecular tetraèdrica. Per tant, els punts d'ebullició del TiCl₄ i CCl₄ són molt similars. Tanmateix, el titani és un element molt més gran que el carboni, que queda reflectit en les longituds d'enllaços C-Ti que són aproximadament un 30% més llargs (per exemple, 210 pm del tetrabenziltitani enfront d'un enllaç C-C típic de 155 pm). Tanmateix, els compostos simples de tetraalquiltitani no són habitualment estables, degut a la gran mida del titani i la naturalesa deficient en els seus complexos tetraèdrics. Més abundants i més útils que els compostos tetraalquíls simples són derivats orgànics amb lligands d'alcòxid i ciclopentadienil. El titani és capaç de formar complexos amb alts nombres de coordinació.
En termes d'estats d'oxidació, la major part de la química d'organotitani, en solució almenys, se centra en derivats de Ti(IV). Els compostos de Ti(II) són més rars, exemples com el dicarbonil de titanocè Cp₂Ti(CO)₂ i Ti(CH₃)₂(dmpe)₂·[Ti (CO)₆]2- és formalment un complex de Ti(-II). Tot i que el Ti(III) està implicat en la catàlisi Ziegler-Natta, els derivats orgànics del Ti(III) no són comuns, tot i que el dímer [[Clorur bis(ciclopentadienil)titani (III)|[Cp₂TiCl]₂]] és ben conegut.
Els estats d'oxidació -1, 0, +1 també es coneixen en els compostos d'organotitani.
A causa de la baixa electronegativitat del titani, els enllaços C-Ti es polaritzen cap al carboni. En conseqüència, els lligands alquils en molts compostos de titani són nucleòfils. El titani és característicament oxofílic, que presenta un desafiament per manipular aquests compostos, que requereixen tècniques sense aire. D'altra banda, l'alta oxofilicitat significa que els alquils de titani són efectius per a l'abstracció o l'intercanvi de lligands organils per a grups oxo-, com es descriu a continuació.

## Química
Els compostos d'organotitani són uns reactius importants en la química orgànica. Alguns reactius inclouen els següents:
- El «catalitzador Ziegler-Natta» (1954) s'obté a partir de clorur de titani(III) i clorur de dietilalumini, i és important en la polimerització de l'etilè.
- El «triclorur de metiltitani» (1959) és un reactiu nucleòfil no-bàsic. Es pot preparar reaccionant el clorur de titani(IV) amb dimetilzinc en diclorometà a -78 ° C. S'utilitza en l'addició nucleòfila de grups metils als compostos carbonils i en la metilació SN1 d'halurs d'alquil. El metiltriisopropoxititani és un reactiu relacionat preparat in situ a partir d'isopropòxid de titani, clorur de titani(IV) i metil·liti.[9]
- La «reacció de Kulinkovich» és un mètode de ciclopropanació a partir d'un reactiu de Grignard i un èster. El primer pas és la transmetal·lació formant un dialquiltitani intermedi
- El «reactiu de Lombardo» és un reactiu carbenoide de metil·lenació (vegeu el reactiu de Tebbe).[10] Es tracta d'una versió de baixa temperatura del reactiu de clorur de dibromometà-zinc-titani(IV)[11] que es va desenvolupar per superar un defecte del reactiu de Wittig mitjançant la metil·lenització de grups carbonífers irreductibles sense pèrdua. d'integritat estereoquímica (metil·lenització de Lombardo). Es pot, per exemple, aplicar-se també en una conversió d'un cetè en un al·lè:[8][12]

### Derivats del titanocè

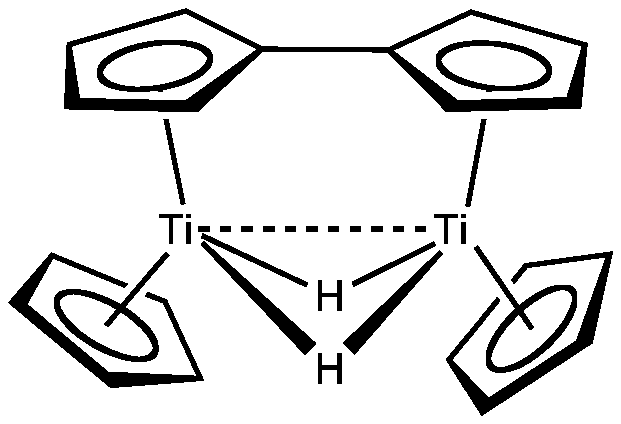
L'estructura del titanocè no és Ti(C₅H₅)₂, sinó un complex fulvalè

Una àrea particularment rica de la química de l'organotitani implica els derivats del diclorur de titanocè. Els primers treballs sobre el propi titanocè eventualment van revelar que aquesta espècie era un dímer del complex fulvalè. El dímer del titanocè va ser reconegut en la dècada del 1970 però no es va caracteritzar estructuralment fins a 1992, i les investigacions van donar lloc a nombroses innovacions sobre els complexos del ciclopentadienil de titani. Només el 1998 es va identificar un veritable derivat de titanocè, les espècies paramagnètiques (C₅Me₄SiMe₃)₂Ti.
El reactiu de Tebbe (1978) es prepara a partir del diclorur de titanocè i trimetilalumini. S'utilitza com a agent de metil·lenació per a compostos de carbonil (conversió de R₂C=O a R₂C=CH₂). És una alternativa per als reactius de Wittig quan el grup carbonil és canviat estèricament o quan es forma fàcilment l'enol. El reactiu de Tebbe en si mateix no reacciona amb compostos carbonils, sinó que primer s'ha de tractar amb una base de Lewis lleugera, com la piridina, que genera el carbè Schrock actiu.
El reactiu de Tebbe afegeix alquens simples per donar titanociclobutans, que es poden considerar intermedis de metàtesis olefíniques estables. Aquests compostos són reactius en si mateixos com el 1,1-bis(ciclopentadienil)-3,3-dimetiltitanociclobutè, l'adducte del reactiu de Tebbe amb isobutè catalizat amb 4-dimetilaminopiridina.

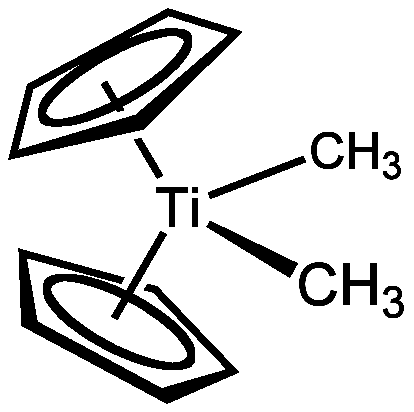
El reactiu de Petasis, [(η⁵-Cp)₂Ti(CH₃)₂]

El reactiu de Petasis o dimetil titanocè (1990) es prepara a partir de diclorur de titanocè i metil-liti en dietiléter. En comparació amb el reactiu de Tebbe, és més fàcil de preparar i més fàcil de manejar. També és un reactiu de metil·lenació.
El reactiu de Nugent-RajanBabu és un reductor d'un electró que s'utilitza en la química orgànica sintètica per a la generació d'alcohols a través de l'obertura anular anti-Markovnikov d'epòxids, i és generat com un dímer [(η⁵-Cp)₂Ti(μ-Cl)]₂ i s'utilitza in situ a partir del diclorur de titanocè.